# Sjöwall Wahlöö
Sjöwall Wahlöö var ett svenskt författarpar, bestående av Maj Sjöwall och Per Wahlöö.

## Roman om ett brott
Tillsammans författade Sjöwall-Wahlöö tio polisromaner i serien Roman om ett brott utgivna på Norstedts förlag mellan  1965 och 1975. De skrev femton kapitel var, "en bok om året i tio år utom ett". Utgångspunkten var, att beskriva ett kollektiv av poliser, där förste kriminalassistenten - senare kriminalkommissarien och chefen för riksmordkommissionen - Martin Beck utkristalliseras som huvudperson, inte minst genom filmatiseringar av böckerna. Böckerna är skrivna i en realistisk tradition, som utgår från polisernas arbete, med ett för tiden då böckerna skrevs typiskt starkt samhällskritiskt perspektiv. De innehåller även flera referenser till dokumentära händelser, som skedde under de år då romansviten skrevs. Detta var en reaktion från författarna på att det tidigare nästan enbart skrivits deckare i en anglosaxisk borgerlig berättartradition i Sverige. Samtliga av Sjöwall-Wahlöös romaner har filmatiserats, antingen i Sverige eller i andra länder.
Författarparet belönades 1968 med Sherlock-priset för romanen Den skrattande polisen. År 1971 tilldelades författarna även Edgarpriset – ibland kallat deckarvärldens Nobelpris – för Den skrattande polisen.
Böckerna har återutgivits flera gånger, bland annat 2005 då alla tio böckerna gavs ut i en box tillsammans med en extra bok, som handlade om själva boksviten. Serien uppmärksammades både i Sverige och internationellt för sina för deckargenren ovanligt djupa sociala dimensioner och sin samhällskritik.

## Författarskap
Maj Sjöwall och Per Wahlöö träffades första gången i början på 1960-talet, då Per Wahlöö arbetade på tidningen Folket i Bild och Maj Sjöwall på tidningen Idun. Sommaren 1962 var första gången de samarbetade då Maj Sjöwall utförde redaktörsarbete på en bok som Per Wahlöö höll på att skriva. De inledde en kärleksrelation och flyttade ihop i början av 1963. De fick två barn tillsammans, Tetz och Jens, som båda är aktiva inom filmindustrin. Jens Sjöwall Wahlöö har arbetat som elektriker i flera av de Martin Beck-filmer där Gösta Ekman spelat huvudrollen, och Tetz Sjöwall Wahlöö har varit produktionsassistent i några av dessa.
Författarna anklagades för att vid flera tillfällen ha efterliknat Ed McBain. Enligt Maj Sjöwall hade hon och Per Wahlöö inte läst Ed McBain innan de började skriva på sin romansvit, vars första bok utkom 1965. Vidare menar Maj Sjöwall att det endast är humorn som överensstämmer, och att exempelvis samhällskritiken – en viktig ingrediens hos Sjöwall Wahlöö – inte finns i Ed McBains kriminalromaner i samma utsträckning. Sjöwall Wahlöö har översatt flera av McBains böcker. De översatte Deckarna, Dockan, Dråpet, Dröjaren, Handen, Hatet, Hotet, Hämnden och Pusslet, av vilka de första översättningarna kom 1968.

## Uppföljare
Det har kommit ut ytterligare en bok om Martin Beck:
- 1989 - Dansk Intermezzo

Denna bok är skriven på danska av Maj Sjöwall och Bjarne Nielsen. Boken är utgiven på Pinkertons förlag i Köpenhamn 1989. Boken gavs ut i endast 300 exemplar, och publicerades först som novell i Ugemagasinet Søndag - nummer 42 i oktober 1987 - med titeln ”Dødens købmand”. Ett exemplar av boken finns på Kungliga biblioteket i Stockholm.

## Böcker om Sjöwall Wahlöös författarskap
- 1976 – Roman om en forbrydelse: Sjöwall/Wahlöö's værk og virkelighed skriven på danska av Ejgil Søholm
- 2005 – Martin Beck - Böckerna, brotten och tiden skriven av Bo Hammar på Norstedts förlagsgrupp
- 2020 – Boken om Beck skriven av Johan Erlandsson på Piratförlaget

## Filmatiseringar
Tidiga svenska filmatiseringar
- 1967 - Roseanna
- 1976 - Mannen på taket (filmatisering av romanen Den vedervärdige mannen från Säffle)[15]

"Historien om ett brott"
Med Gösta Ekman som Martin Beck.
- 1993 - Roseanna
- 1993 - Mannen på balkongen
- 1993 - Brandbilen som försvann
- 1993 - Polis polis potatismos
- 1994 - Polismördaren
- 1994 - Stockholm Marathon (fritt efter Terroristerna)

Filmatiseringar på andra språk
- 1973 - The Laughing Policeman (amerikansk filmatisering av romanen Den skrattande polisen)
- 1980 - Nezakontjennyj uzjin (sovjetisk filmatisering av romanen Polis, polis, potatismos!)
- 1980 - Der Mann, der sich in Luft auflöste (tysk-ungersk filmatisering av Mannen som gick upp i rök)
- 1993 - Beck – De gesloten kamer (nederländsk filmatisering av Det slutna rummet)

Härutöver har ytterligare 50 filmer producerats baserade på ett par av romanfigurerna, med Peter Haber i rollen som Martin Beck.

## Radiodramatiseringar
Brittiska BBC sände 2012–2013 en radiodramatisering av hela bokserien, under titeln "The Martin Beck Killings". Steven Mackintosh spelar Beck. Härutöver medverkar bland annat Neil Pearson som Kollberg, Ralph Ineson som Larsson, Russell Boulter som Rönn, och Adrian Scarborough som Melander.
1. Roseanna (27 oktober 2012)
2. The Man who Went Up in Smoke (3 november 2012)
3. The Man on the Balcony (10 november 2012)
4. The Laughing Policeman (17 november 2012)
5. The Fire Engine That Disappeared (24 november 2012)
6. Murder at the Savoy (6 juli 2013)
7. The Abominable Man (13 juli 2013)
8. The Locked Room (20 jul 2013)
9. Cop Killer (27 juli 2013)
10. The Terrorists (3 augusti 2013)

## Rollfigurer
- Martin Beck – född 1922, förste kriminalassistent 1950, senare kriminalkommissarie från januari 1967 och chef för riksmordkommissionen. Känd som en utmärkt förhörsledare.

- Lennart Kollberg – förste kriminalassistent, född 1924. Han är Martin Becks närmaste kollega och goda vän. Kollberg började i poliskåren 1946. Redan 1965 finns han med i den första boken, "Roseanna" i serien Roman om ett brott.[17] Lennart Kollberg är redig, röker inte, spelar schack och har en lättläst handstil samt är en gourmand. Som tidigare fallskärmsjägare är han långt mer kvick i vändningarna och skicklig på att försvara sig mot fysiska angrepp än vad hans överviktiga kropp ger sken av. Kollberg vägrar konsekvent, att bära vapen sedan han som ung polis råkat skjuta ihjäl en människa.[17] På grund av en tilltagande antipati gentemot polisväsendet och dess militarisering begär Lennart Kollberg avsked från den dåvarande polismyndigheten i nionde och näst sista boken, Polismördaren från 1974. Kollberg har en väldigt liten roll i den sista boken Terroristerna[18]

På film gestaltas Lennart Kollberg av Hans Bendrik i Roseanna (1967), av Sven Wollter i Mannen på taket (1976) och av Kjell Bergqvist i Ekman-filmerna. Han figurerar inte i Haber-filmerna; dock omnämns han, som en före detta kollega, i den första av dessa filmer. I senare Haber-filmerna medverkar rollfiguren Steinar Hovland, som är vagt baserad på Kollberg.
- Fredrik Melander – en äldre förste kriminalassistent, född 1920. Melander är bosatt vid Polhemsgatan på Kungsholmen. Han betraktas som både snål och tråkig av kollegorna, men är också synnerligen systematisk. Melander kännetecknas dessutom av ett närmast perfekt minne för personer och händelser. Bland kollegorna är han även känd för sitt behov av tio timmars nattsömn, och sina osedvanligt långa toalettbesök. Melander debuterar i ”Roseanna”, men från och med Polis, polis, potatismos! har han lämnat Becks innersta cirkel – först för polisens våldsrotel och därefter stöldroteln – och han förekommer därför i mindre utsträckning i de senare böckerna.

I 1967 års Roseanna gestaltas han av Jan Erik Lindqvist, och i Mannen på taket av Folke Hjort.
- Gunvald Larsson –  förste kriminalassistent, född 1925, ogift och bosatt i Bollmora. Larsson är en polis som ofta tar lagen i egna händer, och ogillas av såväl flertalet kollegor som överordnade. Han debuterar i den tredje boken, Mannen på balkongen, och har ett förflutet i både marinen och handelsflottan. Han är av överklassbakgrund, men har brutit såväl med den som med sin släkt, och saknar egen familj. Han har dock bevarat vissa vanor, som exklusiv klädsmak och en fäbless för dyra och ovanliga bilmärken.

Rollen som Gunvald Larsson har spelats av Thomas Hellberg (1976 i Bo Widerbergs "Mannen på taket") och av Bruce Dern i den amerikanska filmen "Den skrattande polisen" från 1973. Rollfigurens namn var i denna film Leo Larsen.
De två skådespelare som tolkat Gunvald Larsson flest gånger är Rolf Lassgård, som spelade rollfiguren i de sex filmerna från 1993 med Gösta Ekman i rollen som Martin Beck, och Mikael Persbrandt i filmerna med Peter Haber i titelrollen.).
- Einar Rönn – eftertänksam, sävlig kriminalpolis bördig från Norrland, utan särskilt stora ambitioner, men med bra intellekt och god personkännedom. Lever i ett kärleksfullt äktenskap med samiskan Unda, med vilken han har sonen Mats, och längtar ständigt hem till sin barndoms Arjeplog. Fysiskt kännetecknas han av sin alltid röda och rinnande näsa. Omnämns redan i Mannen som gick upp i rök, men debuterar liksom Gunvald Larsson i Mannen på balkongen, och till kollegornas förvåning är Rönn och Gunvald goda vänner.

Han spelas av Håkan Serner i Mannen på taket och av Bernt Ström i filmerna med Gösta Ekman.
- Åke Stenström – yngre polis som lider av visst mindervärdeskomplex gentemot sina mer erfarna kollegor i allmänhet och Kollberg i synnerhet. Har dock specifik fallenhet för att skugga misstänkta. Stenström debuterar i "Roseanna" och skjuts till döds i den fjärde boken, "Den skrattande polisen".

I 1967 års "Roseanna" är rollfiguren dock betydlig äldre, och spelas av Leif Liljeroth.
- Evald Hammar – Becks överordnade i de tidigare böckerna, till dess han går i pension i "Brandbilen som försvann". Till skillnad från majoriteten av Becks överordnade beskrivs Hammar som kompetent, och med stort förtroende för Beck och hans kollegor. Spelas i filmerna med Gösta Ekman av Torgny Anderberg.

- Per Månsson – kriminalkommissarie i Malmö som introduceras i den andra boken i serien, "Mannen som gick upp i rök". Han är kompetent, med ett nästintill osvikligt lugn, och kännetecknas av ovanan att hela tiden tugga på en tandpetare - gärna med mentolsmak.

I filmerna med Gösta Ekman spelas han av Ingvar Andersson.
- Karl Kristiansson och Kurt Kvant[20] – en duo relativt odugliga patrullerande radiopoliser. Trots att de gör sitt bästa för att undvika ingripanden, hamnar de gång på gång i händelsernas centrum. De debuterar i "Mannen som gick upp i rök", då de ännu tjänstgör i Malmö, och återkommer i flertalet av de nästföljande böckerna, efter att ha fått förflyttning till Solna-polisen. I "Mannen på balkongen" lyckas de av ren tur gripa en efterspanad mördare, och i "Polis, polis, potatismos!" stannar de och äter lunch istället för att gripa en misstänkt. Kvant dödas i tjänsten i "Den vedervärdige mannen från Säffle", och ersätts från och med "Det slutna rummet" av den våldsförhärligande karriäristen Kenneth Kvastmo.

Kristiansson och Kvant spelas i filmerna med Gösta Ekman av P-G Hylén och Birger Österberg.
- Oskar Hjelm – mycket skicklig kriminaltekniker vid SKL, som dock ständigt klagar på sin arbetsbelastning och är svag för smicker. Debuterar i  "Mannen på balkongen".

I Ekman-filmerna är han ersatt av Greta Hjelm, spelad av Agneta Ekmanner.
- Åsa Thorell – introduceras som Åke Stenströms flickvän i "Den skrattande polisen". Efter Stenströms död flyttar Åsa under en tid in hos Kollberg, och börjar utbilda sig till polis. Har en spirande kärleksrelation med Beck efter dennes skilsmässa, något som dock ebbar ut och deras förhållande övergår till att bli strikt kollegialt. I den avslutande boken tjänstgör hon som kriminalare vid Märsta-polisen.

I Ekman-filmerna spelas hon av Lena Nilsson.
- Benny Skacke – ung ambitiös karriärist med uttalad dröm att bli polischef. Anställs, som Stenströms ersättare, i den femte boken, "Brandbilen som försvann". Från och med den efterföljande boken, "Polis, polis, potatismos!", tjänstgör Skacke dock vid Malmö-polisen, men efter Kollbergs avsked är han tillbaka i Stockholm i den tionde och avslutande boken, "Terroristerna".

Han gestaltas i Ekman-filmerna av Niklas Hjulström, och i de två första Haber-filmerna av Figge Norling.
- Stig Malm – Hammars efterträdare som Becks överordnade. Debuterar i "Polis, polis, potatismos!" och har politisk, snarare än polisiär, bakgrund. Han vet därmed ganska lite om faktiskt polisarbete. Han är såväl insmickrande mot sina överordnande som obotligt fåfäng, och hyser en förkärlek till spektakulära och överdådiga insatser.

Spelas i "Mannen på taket" av Torgny Anderberg (som senare spelade Evald Hammar i Ekman-filmerna) och i filmerna med Gösta Ekman av Jonas Falk.
- Motalapolisen Gunnar Ahlberg ("Roseanna" och "Mannen på balkongen", spelad av Tor Isedal i "Roseanna" från 1967) och Anderslövpolisen Herrgott Nöjd ("Polismördaren" och "Terroristerna", spelad av Tomas Norström i "Polismördaren" från 1994) medverkar i två böcker vardera, som kapabla kollegor till Beck.

- Mindre framträdande återkommande representanter för polisen inkluderar Richard Ullholm, Rune Ek, Bo Zachrisson, Strömgren, och Norman Hansson i och omkring Stockholm, och Backlund, Emil Elofsson och Gustaf Borglund i Malmö. De har i huvudsak marginella roller i böckerna – ofta som exempel på poliskårens mindre framstående medarbetare – och förekommer inte i filmatiseringarna.

- Inga Beck – Martins hustru, som förekommer i de fem första böckerna. Efter många års tilltagande kärlekslöst förhållande separerar hon och Beck i "Polis, polis, potatismos!".

I 1967 års "Roseanna" spelas hon av Ann-Marie Adamsson, i "Mannen på taket" av Gunnel Wadner, och i filmerna med Gösta Ekman av Anita Ekström. I den första av Haber-filmerna spelas Becks ex-fru, här kallad Kerstin, av Bergljót Arnadóttir.
- Ingrid och Rolf Beck – Martin och Ingas barn, introducerade i "Roseanna". När de i senare böcker blivit vuxna utvecklar Beck en nära vänskapsrelation med Ingrid, medan han för sig själv erkänner att han aldrig riktigt gillat Rolf, som står närmare modern.

Dottern spelas av Nina Widerberg i "Mannen på taket", och i filmerna med Gösta Ekman – där hon kallas för Putte – av Tova Magnusson-Norling. Sonen medverkar endast i filmen "Roseanna" (1993), där han heter Erik och spelas av Victor Ginner. I filmerna med Haber har dottern, som här heter Inger, en relativt stor roll, och spelas av Rebecka Hemse.
- Gun Kollberg – Lennart Kollbergs betydligt yngre hustru, som introduceras i "Roseanna", och sedermera blir mor till hans två barn, Bodil och Joakim. Till skillnad från makarna Beck, är paret Kollbergs äktenskap genuint lyckligt.

I "Mannen på taket" gestaltas hon av Eva Remaeus, och hon och Kollberg har tillsammans sonen Johan, spelad av Johan Widerberg. I filmerna med Ekman spelar Ing-Marie Carlsson rollen.
- Rhea Nielsen – självständig och rakryggad maoistisk socialarbetare, som Beck träffar i "Det slutna rummet", och är hans livspartner och förtrogna i seriens avslutande böcker. Förekommer inte i filmatiseringarna.

Filmserien med Peter Haber i rollen som Martin Beck, innefattar huvudsakligen nya rollfigurer, exempelvis:
- Grannen – med brandgult hår, röda glasögon, landstingsgul stödkrage för nacken och ständiga fråga om Beck ändå inte ska ha sig "en stänkare", är Ingvar Hirdwalls patenterade roll. Rollfiguren finns ju inte i böckerna utan är manusförfattaren Rolf Börjlinds påhitt.

## Litterär skylt

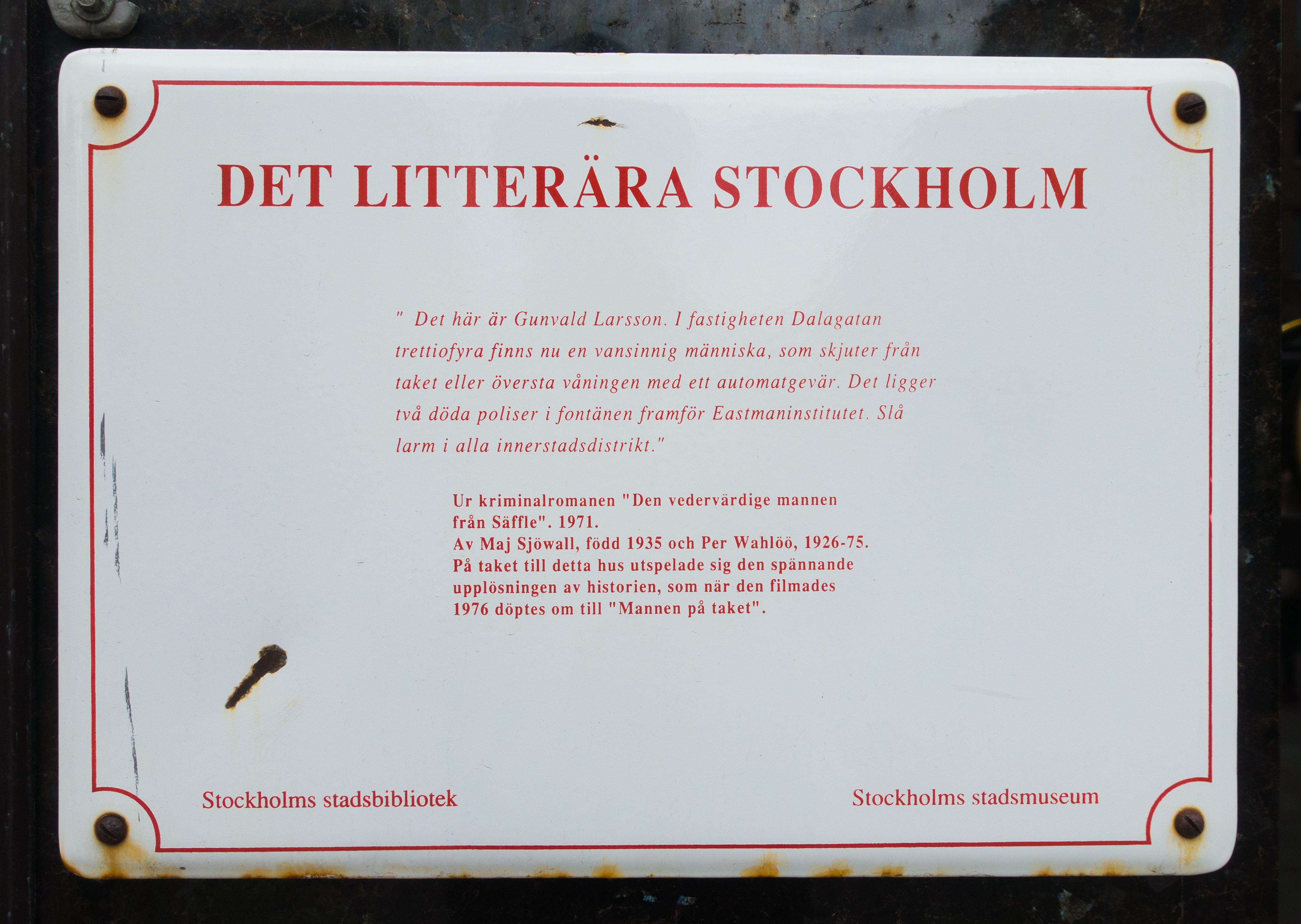
Dalagatan 34 i Stockholm med ett citat ur Sjöwall Wahlöös "Den vedervärdige mannen från Säffle".

En litterär skylt finns uppsatt på Dalagatan 34 i Stockholm med ett citat ur Den vedervärdige mannen från Säffle:

"– Det här är Gunvald Larsson. I fastigheten Dalagatan trettiofyra finns nu en vansinnig människa, som skjuter från taket eller översta våningen med ett automatgevär. Det ligger två döda poliser framför Eastmaninstitutet. Slå larm i alla innerstadsdistrikt."